# Larsonella pumila
A Larsonella pumila a csontos halak (Osteichthyes) főosztályának a sugarasúszójú halak (Actinopterygii) osztályába, ezen belül a sügéralakúak (Perciformes) rendjébe, a gébfélék (Gobiidae) családjába és a Gobiinae alcsaládjába tartozó faj.
Nemének egyetlen faja.

## Előfordulása
A Larsonella pumila előfordulási területe az Indiai- és a Csendes-óceánokban van. Az előbbi óceánban Szomáliától a Seychelle-szigetekig, míg az utóbbi óceánban, annak nyugati felének a középső részén található meg.

## Megjelenése
Ez a gébféle legfeljebb 1,9 centiméter hosszú. Hátúszóján 7 tüske és 9 sugár, míg a farok alatti úszóján 1 tüske és 8 sugár látható. Farokúszója széles és lekerekített. Mindegyik úszója narancssárga színű.

## Életmódja
Trópusi és tengeri hal, amely a mélyebb vizeket választotta élőhelyül; általában 37-38 méteres mélységekben él.